# 黒の血族
『黒の血族』（くろのけつぞく）は、玉川ユキによる日本のサスペンス漫画。コミックスマートが運営するウェブコミック配信サイト『GANMA!』にて、2017年10月26日から2021年6月17日まで隔週木曜日で連載された。
四谷快談!に次ぐ作者のGANMA!での連載作品であり、国を牛耳る一族の、血で血を洗う泥沼愛憎劇を描く。作者曰く「明るく楽しい殺伐泥沼愛憎劇」。

## あらすじ
生みの母・黒洞薊の葬式に参列した久世伊織は、黒洞燕の誘いもあり、薊の実家でN県の山奥にある黒洞家を訪れる。伊織はそこで母の実家が日本政府を陰から支えてきた闇の一族であることや黒洞家の屋敷において人質として囚われる梅宮黒姫の存在を知り、黒洞家の次期当主争いや梅宮姉妹の因縁の泥沼に巻き込まれていく。

## 登場人物

### 主要人物
久世伊織（くぜ いおり）
本作主人公。15歳。黒洞家総本家の次期当主候補筆頭。黒洞薊の子で黒洞家総本家現当主の嫡孫であるが、作中、嫡男とされる。
生みの母は黒洞薊であるが、育ての親ではなく会ったこともない。薊の葬儀に参列し、燕の誘いにより黒洞家を初めて訪れる。
黒洞家の人質である黒姫に危害が及ぶことを避けるため婚約をし、さらに黒洞家から解放するために当主を目指すことを決めた。
誰でも分け隔てなく救おうとするが、それはかつて自分が好きだと思っていた蓮華の死に対して何の感情も抱けなかった経験から人を助けてその笑顔を見て喜べる人間だと確かめたいという個人的な事情もある。
余談だが「Rh-null」という非常に珍しい血液型である。
梅宮黒姫（うめみや くろひめ）
本作ヒロイン。17歳。桜庭嵐曰く胸のサイズはC70。
黒洞家の政敵で内閣総理大臣・梅宮直の孫娘。10年前に妹の白雪との人質交換で人質として黒洞家に囚われている。功徳曰く「薊の置き土産の最大の被害者」。
10年前の時点で祖父・直は妹の白雪を溺愛し、父は祖父の言いなり、母は既に他界しており、梅宮家内で孤立していた。

### 黒洞家総本家
名前は「花」に関するものになっている。
黒洞柊一郎（こくとう しゅういちろう）
元次期当主候補。故人。
棗や薊の兄。16年前に薊が起こした一家心中事件で死亡している。
黒洞棗（こくとう なつめ）
黒洞家総本家の女性。36歳。伊織の伯母。薊や杏の実姉。
自身が仕えていた柊一郎の仇である薊を殺したいほど恨んでおり、伊織のことも嫌っている。
争いを好まない鷹仁に代わり、鷹仁派を実質的に取り仕切っている。
黒洞薊（こくとう あざみ）
黒洞家総本家の女性。故人。享年33歳。
伊織の生みの母であるが育ての親ではない。葬儀に多くの男が参列しており、生前は黒洞家の実質的な支配者であった。
16年前、17歳のときに一族の心酔者を利用して一族の無理心中事件を図り、その後は梅宮家に匿われていた。
黒洞功徳（こくとう くどく）
黒洞家総本家の養子で薊の養弟。伊織の養叔父。31歳。次期総本家当主候補の1人。元総理大臣・南禅浄土の息子であり、黒洞家の元人質。薊に好意を持っていた。
16年前の一族心中事件の後の人手不足に乗じて黒洞家の中枢に入り、その仕事ぶりを当主から認められたことで養子となった。
政治交渉に秀でており、鷹仁派からさえも黒洞家にとって必要だと言われるほど。然し、養子であることから当主争いでは決定打を欠いている。
当主候補筆頭である伊織とも対立関係にあるはずだが、度々伊織に助力したり元気づけたりしており、"甘い男"だと自虐している。
黒洞杏（こくとう あんず）
16歳。伊織の叔母で柊一郎、棗、薊の実妹。功徳の養妹。
黒洞鶉の友人であり取り巻きの一人。

#### 系譜
実線は実子、点線は養子。
※1話開始時点。
| 風月          |               |               |               |               |               |             |             |             |             |             |             |                   |                 |                 |                 |                 |                 |             |             |             |             |             |             |               |               |               |               |               |               |  |  |  |  |  |  |  |  |  |  |  |  |  |  |  |  |  |  |  |  |  |  |  |  |  |  |
|               |               |               |               |               |               |             |             |             |             |             |             |                   |                 |                 |                 |                 |                 |             |             |             |             |             |             |               |               |               |               |               |               |  |  |  |  |  |  |  |  |  |  |  |  |  |  |  |  |  |  |  |  |  |  |  |  |  |  |
|               |               |               |               |               |               |             |             |             |             |             |             |                   |                 |                 |                 |                 |                 |             |             |             |             |             |             |               |               |               |               |               |               |  |  |  |  |  |  |  |  |  |  |  |  |  |  |  |  |  |  |  |  |  |  |  |  |  |  |
| 柊一郎 （故） | 柊一郎 （故） | 柊一郎 （故） | 柊一郎 （故） | 柊一郎 （故） | 柊一郎 （故） | 棗 （36歳） | 棗 （36歳） | 棗 （36歳） | 棗 （36歳） | 棗 （36歳） | 棗 （36歳） | 薊 （享年33歳）   | 薊 （享年33歳） | 薊 （享年33歳） | 薊 （享年33歳） | 薊 （享年33歳） | 薊 （享年33歳） | 杏 （16歳） | 杏 （16歳） | 杏 （16歳） | 杏 （16歳） | 杏 （16歳） | 杏 （16歳） | 功徳 （31歳） | 功徳 （31歳） | 功徳 （31歳） | 功徳 （31歳） | 功徳 （31歳） | 功徳 （31歳） |  |  |  |  |  |  |  |  |  |  |  |  |  |  |  |  |  |  |  |  |  |  |  |  |  |  |
| 柊一郎 （故） | 柊一郎 （故） | 柊一郎 （故） | 柊一郎 （故） | 柊一郎 （故） | 柊一郎 （故） | 棗 （36歳） | 棗 （36歳） | 棗 （36歳） | 棗 （36歳） | 棗 （36歳） | 棗 （36歳） | 薊 （享年33歳）   | 薊 （享年33歳） | 薊 （享年33歳） | 薊 （享年33歳） | 薊 （享年33歳） | 薊 （享年33歳） | 杏 （16歳） | 杏 （16歳） | 杏 （16歳） | 杏 （16歳） | 杏 （16歳） | 杏 （16歳） | 功徳 （31歳） | 功徳 （31歳） | 功徳 （31歳） | 功徳 （31歳） | 功徳 （31歳） | 功徳 （31歳） |  |  |  |  |  |  |  |  |  |  |  |  |  |  |  |  |  |  |  |  |  |  |  |  |  |  |
|               |               |               |               |               |               |             |             |             |             |             |             | 久世伊織 （15歳） |                 |                 |                 |                 |                 |             |             |             |             |             |             |               |               |               |               |               |               |  |  |  |  |  |  |  |  |  |  |  |  |  |  |  |  |  |  |  |  |  |  |  |  |  |  |

### 黒洞家本家（籠森家）
世間向けの偽名として「籠森（かごもり）」の苗字を使う黒洞家本家
名前は「鳥」に関するものになっている。
黒洞鷹仁（こくとう たかひと）
41歳。黒洞家本家（籠森）の長男。鷹仁派。次期総本家当主候補の1人で伊織、功徳の対抗馬。
争いを好まない性格であるが、棗には頭が上がらないため当主候補に仕立て上げられている。
黒洞隼人（こくとう はやと）
32歳。黒洞家本家（籠森）の次男。燕の異母兄。鷹仁派。
鷹仁派の中では梟也とともに実行役であるが、妹想いな一面もあり鶉に関することであれば伊織に協力する姿勢を見せる。
黒洞燕（こくとう つばめ）
26歳。黒洞家本家（籠森）の女性。隼人の異母妹、梟也の同母姉。薊の葬式で伊織を黒洞家に誘った張本人。
16年前の一族心中事件の際に功徳に救けられたことから好意を抱くようになり、功徳の秘書をしている。
梟也の回想では黒洞家に興味がないと語っている。
黒洞梟也（こくとう きょうや）
21歳。黒洞家本家の三男。鷹仁、隼人の異母弟。燕の同母弟。
隼人とともに鷹仁派の実行役ではあるが、暴力沙汰には不慣れらしく、松葉杖を使われたとはいえ真昼にも一撃で倒されている。
母親から厳しく躾けられた反動でダメな自分を受け入れてくれた姉の燕を愛している。
黒洞鴉（こくとう からす）
21歳。黒洞家本家（籠森）の女性で梟也の双子の妹。
黒洞家から出たがっており、ハニートラップで情報収集をするという名目で有楽町付近で働いていた。その後高飛びしているが、その際梟也の探し物を持って行ってしまっている。
黒洞鶉（こくとう うずら）
15歳。黒洞家本家（籠森）の末娘。
鷹仁派。鶉の実家とは別の黒洞本家出身で同世代の杏、篝を引き連れており、鷹仁派ではあるが一勢力と見なされている節もある。
ワガママな性格で夜子へのアタリがきつく、空腹になると殴られたと夜子に証言されている。汚部屋の主。
黒洞鷲司（こくとう しゅうじ）
16年前の一族心中事件の発端となる騒動を起こし、柊一郎を殺害した人物。

### 黒洞家本家（伊吹家）
世間向けの偽名として「伊吹（いぶき）」の苗字を使う黒洞家本家。
名前は「風(情)」に関するものになっている。
黒洞祀（こくとう まつり）
17歳。黒洞本家（伊吹）の少女で雅、篝の姉。雅とは双子。基本的に雅と共にあとがき担当。
平穏な生活を望んでおり、大学進学を夢見て勉強している。そのため伊織には期待している様子。
あとがきでは本編に出たくない旨を語っている一方で、篝に付き添う形で登場した。
黒洞雅（こくとう みやび）
17歳。黒洞本家（伊吹）の少女で祀の双子の妹。篝の姉。あとがき担当。
あとがきで本編に出たくないという祀に同調していたが、祀とともに篝に付き添う形で登場している。
黒洞篝（こくとう かがり）
14歳。黒洞本家（伊吹）の少女。祀、雅の妹。
鶉の友人であり取り巻きの一人。

### 黒洞家分家
名前は「月」からの連想によって付けられている。
黒洞夜子（こくとう よるこ）
15歳。黒洞家分家の少女。
当初、卑屈でオドオドした性格のように振る舞っていたが、徐々に本性を知る相手が増えたことで開き直りつつある。
分家差別を一手に引き受けようとしており、病弱な姉に代わって家事を行うなど家族思いな一面がある。
黒洞真昼（こくとう まひる）
21歳。黒洞家分家の女性で夜子の姉。
松葉杖が手放せないほどの病弱。チェーンソーを愛用する。

### 梅宮家
梅宮直（うめみや あたえ）
第27代日本国民党総裁にして第101代内閣総理大臣。69歳。黒洞家と同家が推す社会革新党とは政敵の関係。黒姫と白雪からは母方の祖父にあたる。
孫娘の白雪を溺愛しており、10年前、59歳の時に白雪が黒洞家の人質にされた際には人質交換を申し入れて黒姫を黒洞家に引き渡している。
梅宮白雪（うめみや しらゆき）
黒姫の妹で直の孫娘。
幼い頃より病弱で、祖父の直から溺愛されている。一度黒洞家に拉致されているが、直により黒姫と人質交換された。
白帝病院に入院しており、右目を眼帯で覆い、車椅子を使用している。後に余命半年と宣告されていることが判明した。
薊の娘であり、伊織を「お兄ちゃん」と呼んでいる。

### 白帝家
白帝白露（はくてい はくろ）
58歳。白帝家当主兼白帝美容クリニック院長。
白帝彼岸（はくてい ひがん）
35歳。白帝病院勤務の外科医。冬至や立夏の叔父であり、汚部屋の主。伊織と面識がある。
白帝冬至（はくてい とうじ）
29歳。白帝病院に勤務する心臓外科医。彼岸の甥で立夏の兄。
天才外科医として持て囃されたが、周囲の期待に耐えきれず医療ミスなどにより停職となった。その後、白雪のおかげで復職を果たしている。
白帝小満（はくてい こみち）
22歳。白露の姪。クリニックで医療事務をしている。
白帝立夏（はくてい りつか）
伊織のクラスメイトであり、彼岸の甥、冬至の弟。
冬至の紹介で同年代の白雪の病室に通うようになる。

### 清涼院家
清涼院三鳥（せいりゅういん みどり）
71歳。清涼院家当主。趣味は登山と野鳥観察。
清涼院大道（せいりゅういん だいどう）
35歳。清涼院家参謀。
清涼院小浦（せいりゅういん こうら）
警察上層部の腐敗を一掃しようとした大道と対立した。
清涼院旭（せいりゅういん あさひ）
芹緒の姉。問題児だった嵐の担任として赴任してきた。大道と小浦の対立に関連して死亡。死因や遺体は不明で葬式もなかったらしい。
清涼院貴凛（せいりゅういん きりん）
芹緒の姉。
清涼院籠目（せいりゅういん かごめ）
芹緒の姉。
清涼院芹緒（せいりゅういん せりお）
12歳。清涼院家から黒洞家の御家騒動の監視役として派遣された少女。
嵐にはよく肩車をしてもらったり髪をいじられていたりと仲は良いらしい。また、直接的な描写は無いが黒姫宅滞在中に黒姫と仲良くなったらしく、別れる際には抱き合うほどの仲になっていた。
桜庭嵐（さくらば らん）
19歳。大学生。芹緒のお守役として清涼院家から派遣された男性。警視総監である桜庭巖虎の息子。
かつては問題児だったが旭と出会ったことで更生した。その後妹である芹緒を預けられたことから芹緒のことは特に気にかけている。
流血の泥沼を見物することを楽しんでおり、薊のファンと称する。姉がいるらしい。

### 珠場家
珠場美弥（たまば みや）
83歳。珠場家当主兼イベントプロデューサー。好みのタイプは20～40代の筋肉質な男。
珠場文春（たまば ふみはる）
30歳。記者。功徳の後輩。

### 鐘蔵家
鐘蔵緋色（かねくら ひいろ）
68歳。鐘蔵家当主兼鐘蔵信用金庫頭取実況配信者。放蕩三昧の大金持ちで最近は配信にハマっている。
折原紺（おりはら こん）
19歳。実況配信者で鐘蔵家の付き人として登場。緋色とは居酒屋で意気投合した仲で、出自は鐘蔵家とは無縁。

### その他
蓮華（れんげ）
伊織のいた施設にいた少女で故人。伊織いわく「神様みたいにいい子」。流血をともなう状況で死亡し、好意を持っていたと思ったのに、その死体を見ても何も感じなかった伊織にトラウマを与えた。

## 用語
黒洞家（こくとうけ）
作中において闇の五家の一つで、政治を掌握する一族。N県の標高2500メートルの山奥に一族の集落を造り、拠点としている。家系により総本家、本家、分家と分かれ、家系による差別があった。政治的には梅宮直が総裁を務める日本国民党の政敵である社会革新党を推している。本名を名乗れない時用に偽の戸籍と表向きの家名を持っている。
黒洞家総本家（こくとうけそうほんけ）
黒洞家の嫡流で当主と当主の子供が所属する。偽の戸籍での家名を「華菱」としている。
黒洞家本家（こくとうけほんけ）
黒洞家総本家の傍系。当主の甥、姪で構成される家で作中、偽の戸籍での家名を「籠森」、「伊吹」とする2家系が登場する。
黒洞家分家（こくとうけぶんけ）
黒洞家の庶流。本家に含まれない血縁者全般。作中、偽の戸籍での家名を「因幡」とする家系が主に登場している。
闇の五家（やみのごけ）
作中、日本を裏から支える5つの家。政治を掌握する黒洞家、医療を指揮する白帝家、メディアを束ねる珠場家、経済を動かす鐘蔵家、警察を率いる清涼院家を指す。